# Mariana de Lencastre, Condessa de Castelo Melhor

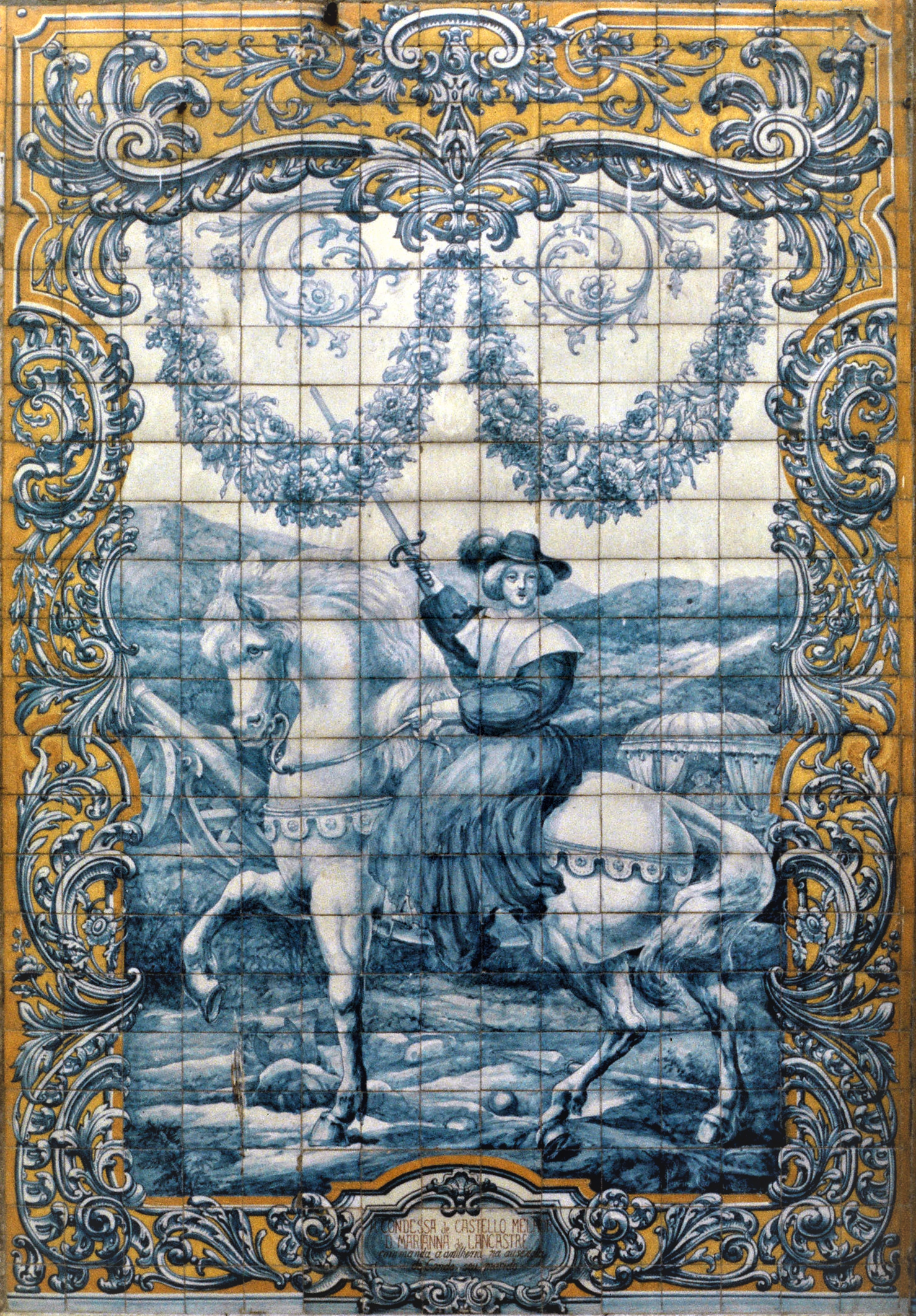
Painel de azulejos da autoria de Pereira Cão, evocando D. Mariana de Lencastre durante a defesa de Monção

Mariana de Lencastre Vasconcelos e Câmara (c. 1615 - 18 de Dezembro de 1698), 2.ª Condessa de Castelo Melhor, foi uma fidalga portuguesa.

## Biografia
Senhora de Almendra, Castelo Melhor, Valhelhas, Gonçalo e Famalicão e herdeira do cargo de alcaide-mor do castelo de Penamacor, Mariana de Lencastre notabilizou-se por ter desempenhado um papel activo na defesa de Monção em 1643 no contexto da Guerra da Restauração contra a finalização do domínio filipino sobre o Reino de Portugal; D. Mariana de Lencastre terá chefiando heroicamente a defesa da praça na ausência de seu marido João Rodrigues de Vasconcelos e Sousa, Governador das Armas da província do Minho. Citando D. Luís de Meneses, 3.º Conde da Ericeira na sua História de Portugal Restaurado:
Quando andavam no maior aperto lhes valeu a prudência e varonil coração da Condessa de Castelo Melhor, D. Mariana de Lencastre: porque reconhecendo de Monção o conflito, baixou ao rio e fez conduzir com grande diligência duas peças de artilharia, que jogaram a tempo tão próprio que, respeitando Marte o seu preceito e encaminhando Vulcano obediente as balas, se empregaram nas tropas do inimigo com dano tão considerável, que o obrigaram a retirar-se.
Mariana de Lencastre era filha do 3.º Conde da Calheta, Simão Gonçalves da Câmara, e de sua mulher Margarida de Menezes e Vasconcelos, filha sucessora de Rui Mendes de Vasconcelos, 1.º Conde de Castelo Melhor a 21 de Março de 1611, e de sua mulher Isabel de Meneses. O 1.º Conde de Castelo Melhor, Rui Mendes de Vasconcelos, era avô materno de Mariana, e este escolheu-a como sucessora na casa e condado de Castelo Melhor em cláusula testamentária, com a condição de casar com o seu parente Francisco de Vasconcelos e Sousa, alcaide-mor e comendador de Pombal; tendo este falecido antes de se efectuar o casamento, casou-se ela com o seu irmão e herdeiro, João de Vasconcelos e Sousa, 2.º Conde de Castelo Melhor. Do seu casamento nasceu, em 1636, D. Luís de Vasconcelos e Sousa, 3.º Conde de Castelo Melhor.
Mariana de Lencastre foi ainda dama de honor da rainha D. Luísa de Gusmão e dama de honor e camareira-mor da rainha D. Maria Francisca Isabel de Sabóia.